# Francesco Solimena

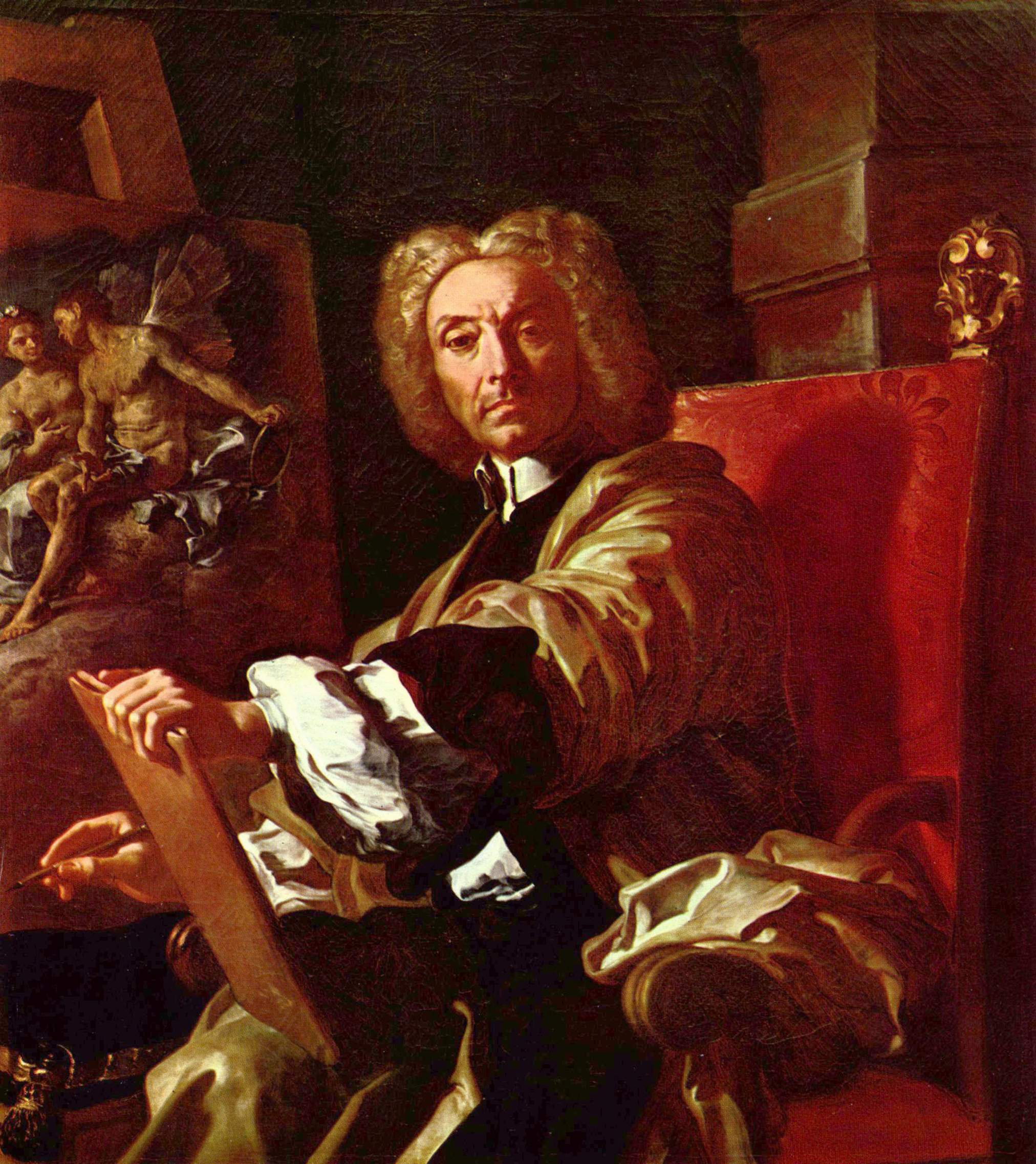
Francesco Solimena.

Francesco Solimena, född den 4 oktober 1657 i Nocera, död den 3 april 1747 i Neapel, var en italiensk målare av neapolitanska skolan. 
Solimena, som var Luca Giordanos vän och reskamrat, bildade sig under sina resor – han var den neapolitanska skolans mest utpräglade eklektiker – ett eget maner, som av hans samtid skattades högre, än  eftervärlden ansett att det förtjänade. Han har utfört altartavlan i Schloss Belvederes kapell.
Hans tavlor, som är mycket spridda i södra Italien och av vilka några även rönt äran att upptagas i Louvregalleriet, i Dresdens och Wiens museer och så vidare, ådagalägger, att den grundligt skolade artisten var i besittning av en ganska högt uppdriven teknik, men att hans figurer är tämligen själlösa och andefattiga.